# Lisa Morandini
Lisa Morandini (Cavalese, 26 marzo 1989) è un'ex fondista italiana.

## Biografia
Originaria di Predazzo, in carriera prese parte a tre gare dei Mondiali juniores (8ª nella staffetta del 2009 il miglior piazzamento). Non esordì mai in Coppa del Mondo e gareggiò prevalentemente in Alpen Cup.
Appartenente alla Stazione del Soccorso Alpino della Guardia di Finanza di Passo Rolle.

## Palmarès

### Campionati italiani
- 9 medaglie d'oro [1]:
- 1 argento
- 5 bronzi (7,5 km a Slingia 2009)

### Campionati europei
- 2 ori
- 1 argento